# Vier (Boizenburg/Elbe)
Vier ist ein Ortsteil der Stadt Boizenburg/Elbe im Landkreis Ludwigslust-Parchim in Mecklenburg-Vorpommern.
Der Ort liegt westlich des Hauptortes Boizenburg. Am nördlichen Ortsrand verlaufen die B 5 und die Kreisstraße K 2, südlich fließt die Elbe und verläuft die Landesgrenze zu Niedersachsen. Östlich mündet die Boize in die Sude, die südlich des Ortes in die Elbe mündet. Südwestlich erstreckt sich das 185 ha große ehemalige Naturschutzgebiet Elbhang Vierwald.

## Baudenkmale
In der Liste der Baudenkmale in Boizenburg/Elbe ist für Vier ein Baudenkmal aufgeführt, nämlich das Gutshaus (Lindenallee 19).